# Kňovice
Kňovice (en allemand : Knowitz) est une commune du district de Příbram, dans la région de Bohême-Centrale, en République tchèque. Sa population s'élevait à 330 habitants en 2020.

## Géographie
Kňovice se trouve à 3,8 km au nord-ouest de Sedlčany, à 29 km à l'est de Příbram et à 44 km au sud de Prague.
La commune est limitée par Radíč au nord, par Osečany à l'est, par Sedlčany au sud-est et au sud, et par Příčovy et Nalžovice à l'ouest.

## Histoire
La première mention écrite de la localité date de 1333.

## Administration
La commune se compose de trois quartiers :
- Kňovice
- Kňovičky
- Úsuší

## Transports
Par la route, Kňovice se trouve à 4 km de Sedlčany, à 32,5 km de Příbram et à 58 km de Prague.

## Galerie

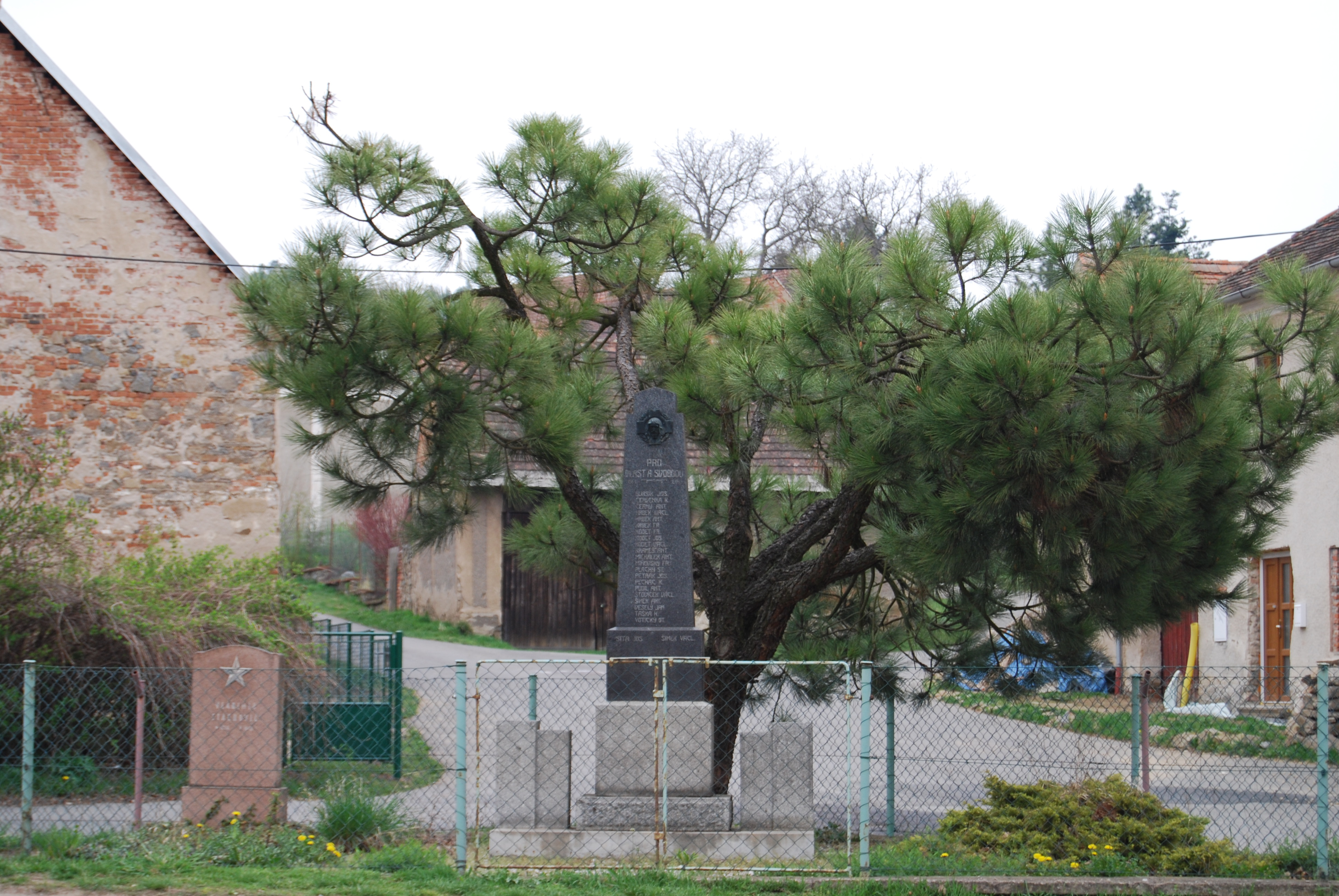
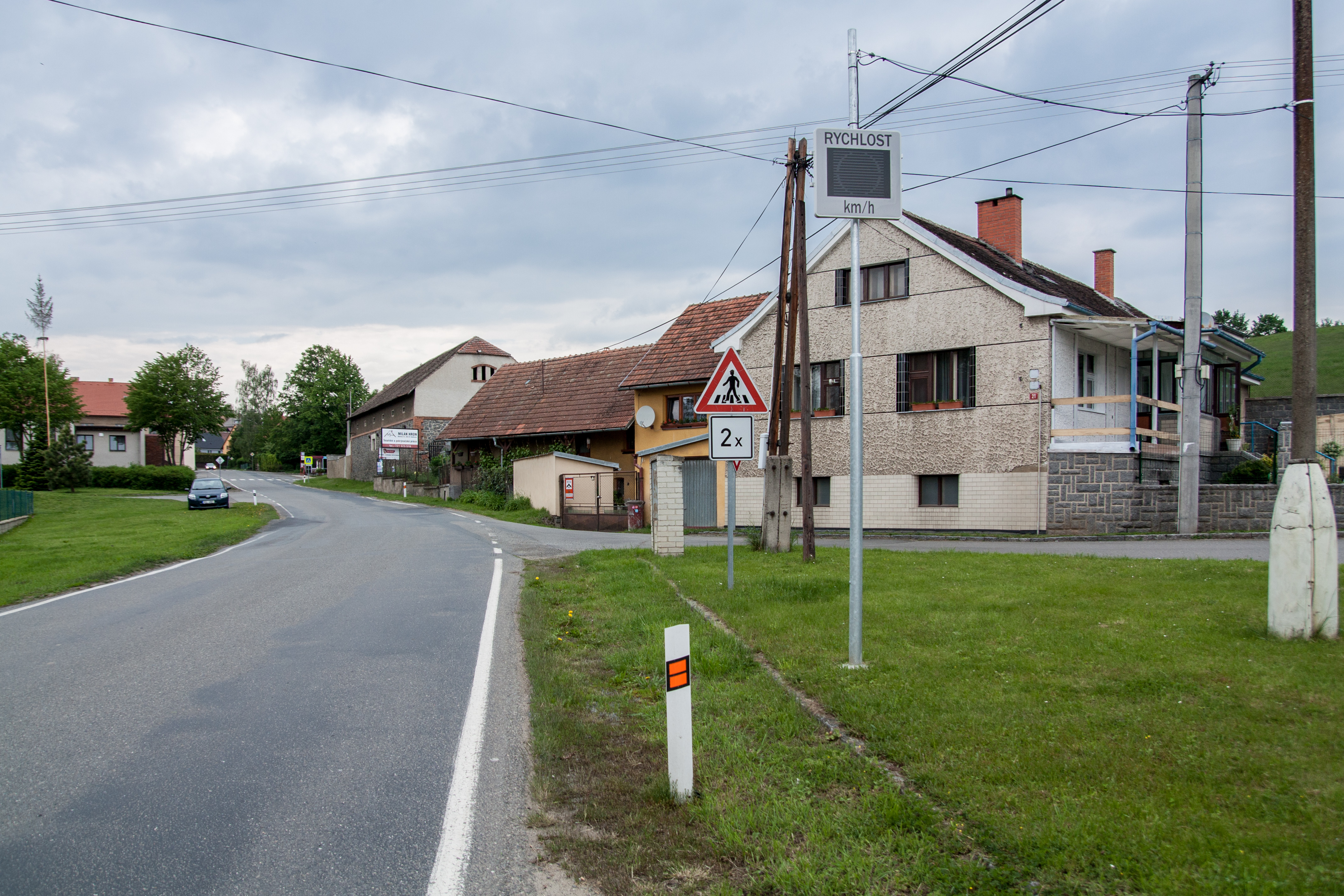
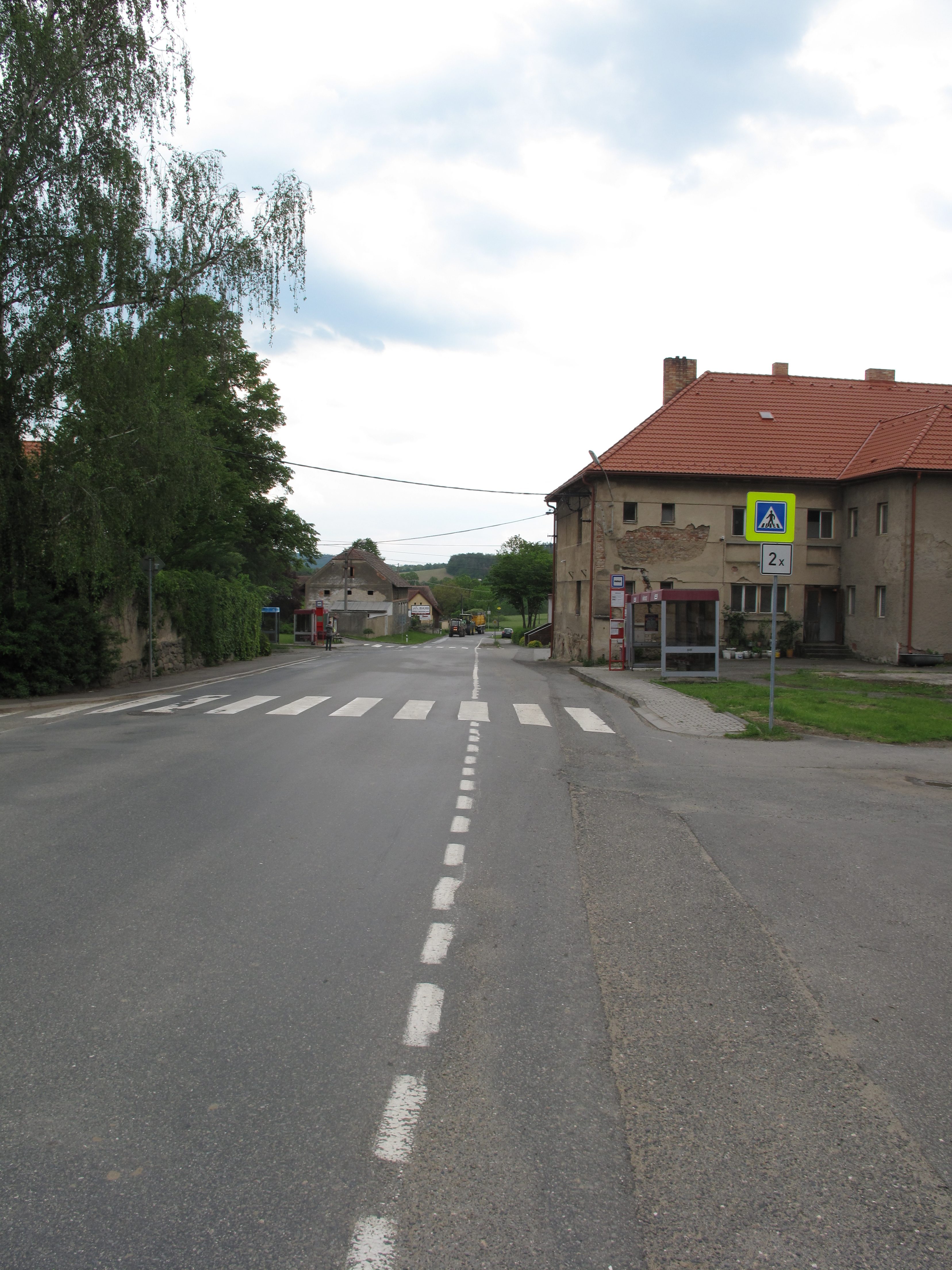
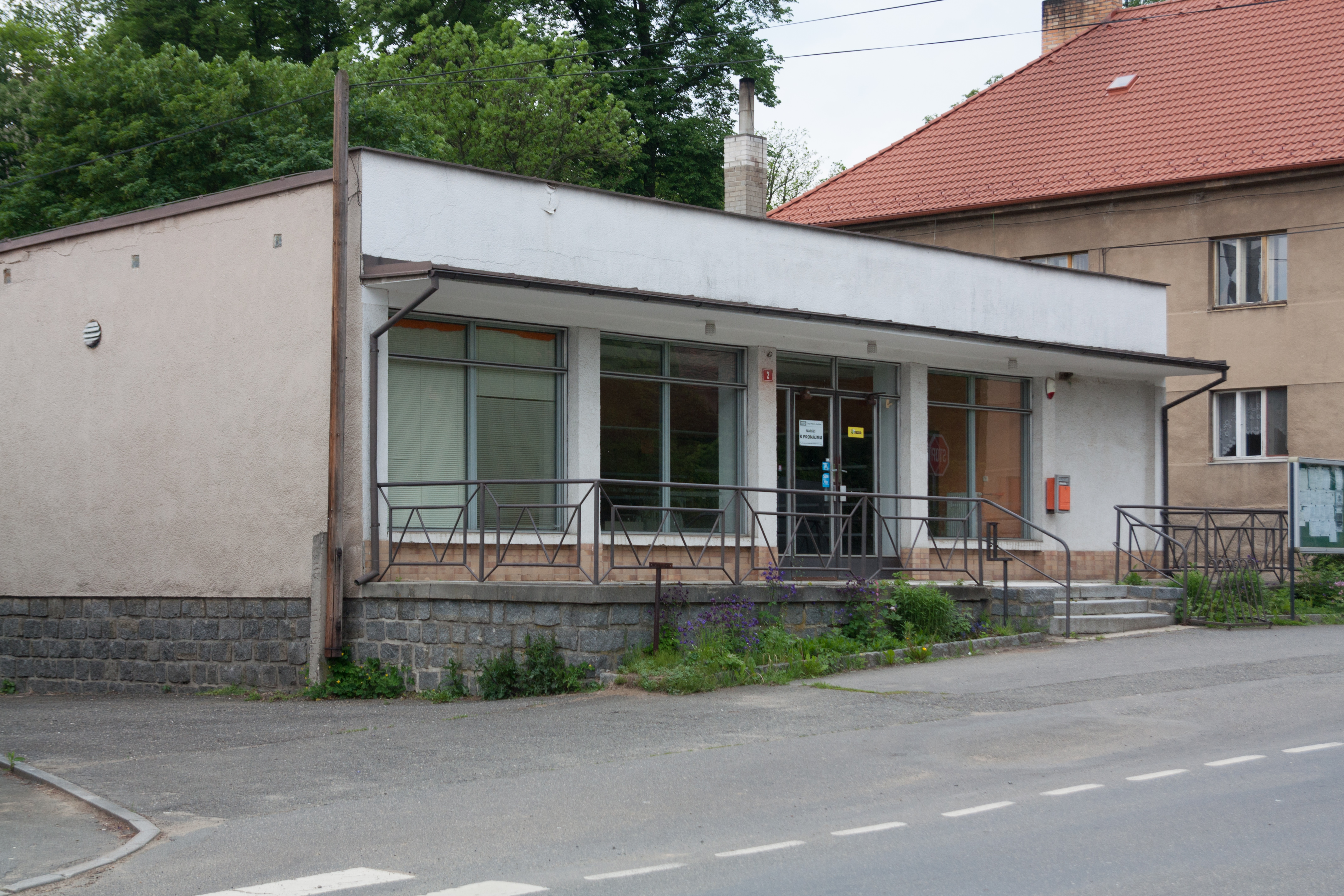
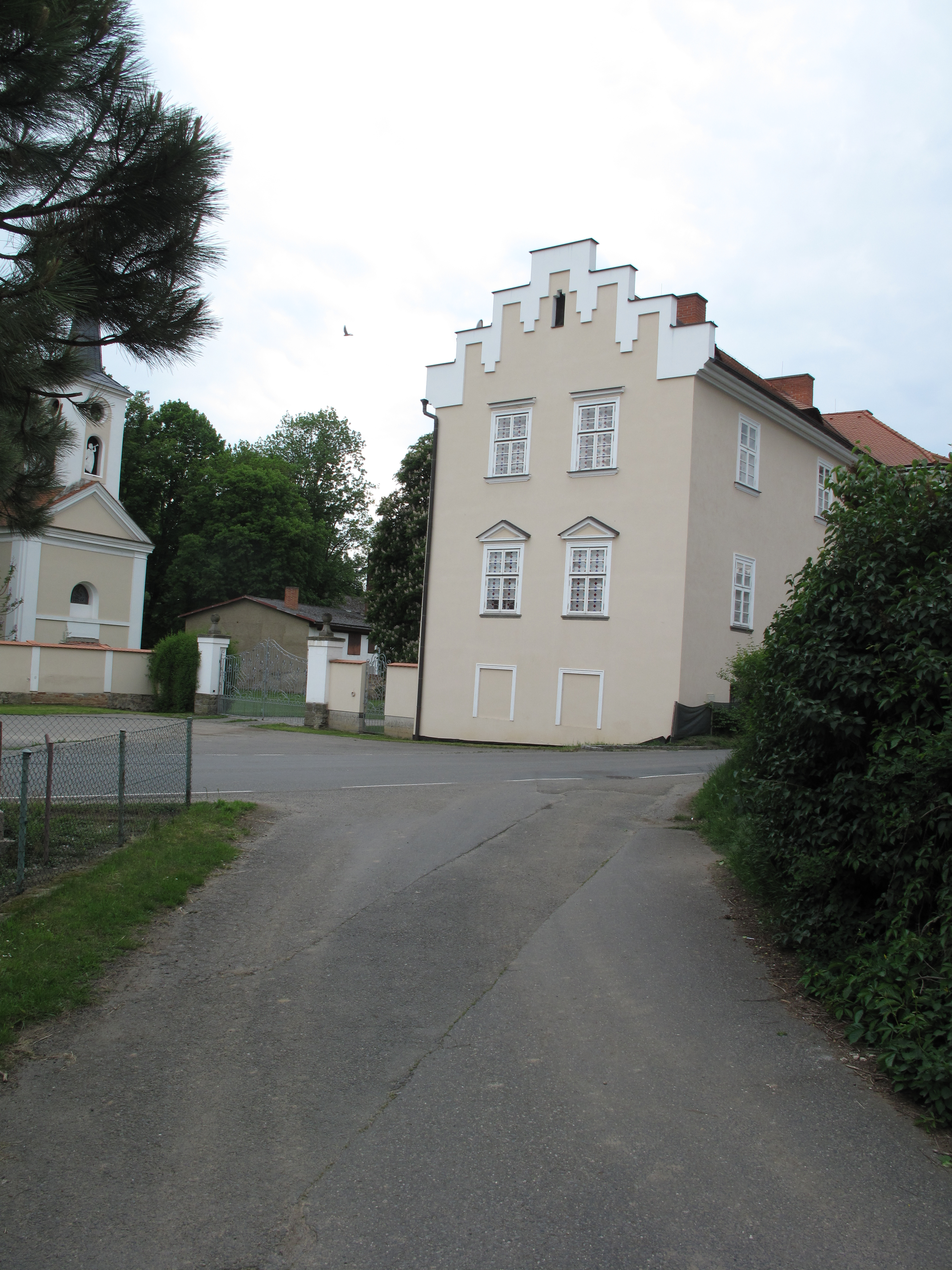